# Brug 2413
Brug 2413 is een vaste brug in Amsterdam Nieuw-West.
De brug overspant de Sloterparkbadsingel. Ze is neergelegd om het Sloterparkbad makkelijker bereikbaar te maken vanuit het noorden.
De waterwegen rondom het genoemde zwembad werden vanaf de oplevering van het Sloterpark als geheel veelvuldig aangepast. Er werd gegraven en weer gedempt en weer gegraven. Dit kwam mede doordat er rond 2000 een nieuw Sloterparkpad werd gebouwd, omdat het oude niet meer voldeed. Dat bad kwam op een schiereiland te liggen; het lag in het noorden "vast aan de wal", maar verder rondom was het een en al water, met als grootste oppervlak, dat van de Sloterplas. Bovendien snoepte het bouwterrein een deel van het Sloterpark af. Er kwam direct een nieuwe toegangsbrug vanaf de President Allendelaan in de vorm van brug 1561. In 2006 kwamen daar bruggen 1562 (President Allendelaan) en 1563 (vanuit het zuiden) bij, die tevens gebruikt kon worden in de "Rondje Sloterpark".
Toen in 2011 er weer een noordelijke verbinding tot stand kwam tussen de Sloterparksingel en de Sloterplas, moesten bewoners van de dan nog vrij nieuwe woonwijk Noorderhof omlopen. Om dat op te heffen werd de brug 2413 gebouwd, ze is in principe alleen geschikt voor voetgangers en fietsers. Het geheel wordt gedragen door vier pijlers met jukken tussen beide landhoofden. Er zit steeds 7,80 meter (doorvaart 7,20 meter) tussen de pijlers. Daaroverheen liggen stalen liggers, waarop houten balken/planken voor het wegdek zorgen. Dat wegdek is weer voorzien van een antisliplaag. Op de brug zijn houten balustrades en leuningen te vinden. Het was het resultaat van het eisenpakket dat het toenmalig verantwoordelijke Stadsdeel West had gesteld. Onderdelen daarvan waren:
- de brug moest passen binnen de bouwstijl nieuwe zakelijkheid, die elders binnen het park ook is toegepast; dat hield mede in een (bijna) symmetrisch uiterlijk met een nadruk op het horizontale;
- de brug moest toegankelijk zijn voor voetgangers, fietsers en mindervaliden (een brug met boogconstructie viel daarmee direct af), maar ook onderhoudsvoertuigen moesten over de brug kunnen;
- in het brugdek moest ruimte zijn voor de aanleg van kabels voor verlichting etc.;
- een breedte van ten minste 2,5 meter, doorvaarthoogte 1,50 meter;
- ook de leuningen werden specifiek omschreven; zij moesten van hout zijn in de natuurlijke kleur; in een geometrisch patroon en als losse onderdelen zichtbaar;
- de balustraden en leuning moesten eindigen in witte betonnen blokken.

Bij de genoemde specificaties waren als referentie foto’s bijgevoegd van de brug 689. De bruggen vertonen daarom grote gelijkenis. Omdat specificatie en uiterlijk al grotendeels vastlagen kwam het ontwerp van een ingenieursbureau (DioCON) en werd er geen esthetisch architect ingeschakeld. Dat betekende een terugkeer naar 19e-eeuwse principes waarbij bruggen in Amsterdam vooral werden ontworpen door ingenieurs, pas later kreeg men oog voor de esthetiek.
Direct ten noorden van de brug staat kunstwerk Twee bladvormen
2400 · 2401 · 2402 · 2403 · 2404 · 2405 · 2406 · 2407 · 2408 · 2409 ·  2410 · 2411 · 2412 · 2413 · 2414 · 2415 · 2421 · 2422 · 2423 · 2424 · 2425 · 2426 · 2427 · 2428 · 2429 · 2430 · 2431 · 2432 · 2433 · 2434 · 2435 · 2436 · 2437 · 2438 · 2439 · 2441 · 2451-2453 · 2454 · 2455 · 2456 · 2457 · 2459 · 2461 · 2462 · 2468 · 2469 · 2470 · 2471 · 2472 · 2473 · 2474 · 2475 · 2476 · 2477 · 2478 · 2480 · 2481 · 2482 · 2483 · 2484 · 2485 · 2486 · 2487 · 2488 · 2489 · 2490 · 2491 · 2492 · 2493 · 2494-2499
Brugnummers 2416, 2417, 2418, 2419, 2420, 2441, 2442, 2443, 2444,  2445, 2446, 2447, 2448, 2449, 2450, 2458, 2460, 2463, 2464, 2465, 2466, 2467, 2479 zijn niet vergeven.
#2413